# مانويل مارتين كوينكا
مانويل مارتين كوينكا (بالإسبانية: Manuel Martín Cuenca)‏ هو مخرج إسباني، ولد في 30 نوفمبر 1964 في ألمرية في إسبانيا.

## وصلات خارجية
- مانويل مارتين كوينكا على موقع IMDb (الإنجليزية)
- مانويل مارتين كوينكا على موقع ألو سيني (الفرنسية)
- مانويل مارتين كوينكا على موقع أول موفي (الإنجليزية)
- مانويل مارتين كوينكا على موقع قاعدة بيانات الفيلم (الإنجليزية)
- مانويل مارتين كوينكا على موقع كينوبويسك (الروسية)